# Ampelocissus costaricensis
Ampelocissus costaricensis là một loài thực vật hai lá mầm trong họ Nho. Loài này được Lundell miêu tả khoa học đầu tiên năm 1937.